# Pushing the Tides
Pushing the Tides ist ein Lied der US-amerikanischen Progressive-Metal-Band Mastodon. Es wurde am 10. September 2021 über Reprise Records veröffentlicht und ist die erste Single aus dem achten Studioalbum Hushed and Grim.

## Inhalt
Das Lied ist ein Metalsong, der von den vier Mitgliedern der Band Brann Dailor, Brent Hinds, Bill Kelliher und Troy Sanders geschrieben wurde. Der Text ist in englischer Sprache verfasst. Pushing the Tides ist 3:30 Minuten lang, wurde in der Tonart e-Moll geschrieben und weist ein Tempo von 103 BPM auf. Produziert wurde das Lied von Dave Bottrill. Aufgenommen wurde der Titel im Tonstudio West End Sound im bandeigenen Proberaumkomplex Ember City in Atlanta. Das Lied beginnt mit zwei Strophen, die vom Bassisten Troy Sanders gesungen werden. Es folgt der vom Schlagzeuger Brann Dailor gesungene Refrain, bevor Troy Sanders die dritte Strophe singt. Das Lied endet mit dem Refrain, der dieses Mal von Sanders und Dailor gesungen wird.

## Musikvideo
Für das Lied wurde ein Musikvideo gedreht, bei dem Lorenzo Diego Carrera Regie führte. In dem Video geht es um zwei Männer, die in ein Labyrinth geschickt werden, um ihren Weg zu einem Bankett zu finden. Der eine trägt eine rote, der andere eine blaue Maske. Auf ihrem Weg werden sie auf Bildschirmen von einer Gruppe älterer Männer beobachten, die an einem feierlich gedeckten Tisch sitzen. Der Mann mit der roten Maske trifft unterwegs auf eine schwarze Hand, die aus dem Himmel ragt. Er kommt als Erster ans Ziel und erhält zwei Drinks. Dann kommt er in eine Küche und wird von zwei Frauen eingeölt, gesalzen, gewürzt und schließlich vom Koch zerstückelt. Der Mann mit der blauen Maske kommt derweil als Zweiter ins Ziel und darf unter Applaus der älteren Männer an der Tafel Platz nehmen. Als der Kellner die Haube von seinem Teller abnimmt, erkennt der Mann, dass es sich um seinen Kontrahenten handelt.

## Rezeption
Ricky Aarons vom australischen Onlinemagazin Wall of Sound schrieb, dass das Lied „alle Erwartungen übertrifft“. Es hat „all die technischen Komponenten, von denen man geträumt hat sowie sorgsam durchdachten, geteilten Gesang“. Der Instrumetalpart am Ende „fühle sich wie ein Bonus mit der Präzision des Vorangegangenen an“. Sebastian Berlin vom deutschen Magazin Visions schrieb, dass Pushing the Tides zwar als kürzester und wildester Song des Albums nicht repräsentativ für den Sound wäre, dafür aber dessen Vielfalt widerspiegeln würde.
Pushing the Tides wurde bei dem Grammy Awards 2022 in der Kategorie Best Metal Performance nominiert. Der Preis ging jedoch an die Band Dream Theater für ihr Lied The Alien.